# OnClassical
OnClassical es un sello discográfico italiano que distribuye música clásica por Internet. 
Utiliza licencias de tipo Creative Commons, de forma que es gratuito utilizar su música para fines no comerciales, y tienen distintos precios para los distintos usos comerciales. 